# مارك ماسون (منافس ألعاب قوى)
مارك ماسون (بالإنجليزية: Mark Mason)‏ هو منافس ألعاب قوى غياني، ولد في 6 يونيو 1969.

## وصلات خارجية
- مارك ماسون على موقع الاتحاد الدولي لألعاب القوى (الإنجليزية)
- مارك ماسون على موقع أوليمبيديا (الإنجليزية)
- مارك ماسون على موقع اتحاد ألعاب الكومنولث (مؤرشف) (الإنجليزية)